# AFL Draft
L'AFL Draft est une draft annuelle de jeunes talents par les clubs de l'Australian Football League, la principale ligue de football australien d'Australie.

## Historique
Alors que la ligue était connue sous le nom de Victorian Football League (VFL), la ligue introduisit la première incarnation de la draft en 1981, où les clubs avaient droit à deux sélections inter-états déterminées par l'ordre inverse du classement des équipes au terme de la saison précédente. Cette stratégie fut amenée comme stratégie de stabilisation de la ligue, alors que les prix des transferts et les salaires grimpaient en flèche, ce qui, combiné à de moins grosses foules, menaçait de faire dérailler la ligue. C'était aussi le résultat de l'échec du country zoning, introduit à la fin des années 1960, qui mena à des inégalités systématiques où les clubs situés dans les meilleures zones, comme le Carlton Football Club ou les Hawthorn Hawks, dominaient les clubs localisés dans de moins bonnes zones, comme Melbourne.
En 1986, la première édition de la VFL Draft se tint. Elle vit les joueurs rattachés à des zones selon leur lieu de résidence, avec chaque club ayant un droit de sélection prioritaire sur les joueurs tombant dans la zone dans lesquelles ils sont situés. Les West Coast Eagles eurent ainsi accès à tous les joueurs de l'Australie occidentale, tandis que les Brisbane Bears eurent droit à six choix de concession avant tous les autres clubs en tant que nouveaux venus dans la ligue.

## Fonctionnement
Dans l'AFL Draft, les clubs se voient attribuer des choix en fonction de leur position finale au terme de la saison précédente. Elle se tient en novembre; une draft pré-saison suit en décembre.

### Règle des choix prioritaires
Ces choix sont attribués avant le premier tour de l'AFL Draft et vise à aider les clubs qui performent continuellement en deçà des autres. Pour se le mériter, il faut terminer la saison avec moins de 20.5 points de championnat. Là encore, si plusieurs équipes qualifient pour cette ronde spéciale, l'ordre de sélection est attribué en ordre inverse de classement final lors de la saison précédente.

### Règle père-fils
Cette règle permet aux clubs de repêcher les fils de joueurs qui eurent jadis un impact majeur au sein de ce même club. Pour plus de détails, voir la règle père-fils.

## Éligibilité
À l'heure actuelle, pour être éligible, un joueur doit avoir au moins 17 ans avant le ou au 30 avril de l'année de sélection. Cet âge fut lentement augmenté au fil des ans parce plusieurs joueurs encore en âge scolaire devaient potentiellement quitter leur foyer pour aller jouer au football dans un autre état.

## Premiers choix
L'honneur d'obtenir le premier choix est invariablement attribué au club terminant dernier au classement.
Les premiers choix de l'histoire:
- 1986 - Martin Leslie (Brisbane Bears)
- 1987 - Richard Lounder (Richmond)
- 1988 - Alex McDonald (Hawthorn)
- 1989 - Anthony Banik (Richmond)
- 1990 - Stephen Hooper (Geelong)
- 1991 - John Hutton (Brisbane)
- 1992 - Drew Banfield (West Coast)
- 1993 - Darren Gaspar (Sydney)
- 1994 - Jeff White (Fremantle)
- 1995 - Clive Waterhouse (Fremantle)
- 1996 - Michael S. Gardiner (West Coast)
- 1997 - Travis Johnstone (Melbourne)
- 1998 - Des Headland (Brisbane Lions)
- 1999 - Josh Fraser (Collingwood)
- 2000 - Nick Riewoldt (St Kilda)
- 2001 - Luke Hodge (Hawthorn)
- 2002 - Brendon Goddard (St Kilda)
- 2003 - Adam Cooney (Western Bulldogs)
- 2004 - Brett Deledio (Richmond)
- 2005 - Marc Murphy (Carlton)
- 2006 - Bryce Gibbs (Carlton)

## Draft pré-saison
La draft pré-saison est conduite en même temps que la rookie draft. Elle est établie pour tous les joueurs sans contrats à nommer qui ont raté l'AFL Draft ou qui furent retirés de la liste de cette dernière au terme de la draft.

## Rookie Draft
Tenue en même temps que la draft pré-saison, elle permet aux clubs d'aller chercher des joueurs de moins de 23 ans pour les ajouter à leur rookie list.

## Recrues internationales
Les recrues peuvent aussi être choisies de pays étrangers, et les joueurs de la liste ne comptent pas dans la masse salariale de l'équipe. Parmi ces joueurs, on compte par exemple les irlandais Setanta o'hAilpin, Colm Bergley et Martin Clarke.
En 2006, l'AFL introduit un nouveau schéma par lequel les clubs peuvent compter dans leurs rangs deux recrues internationales (excluant les irlandais) en dehors de leur rookie list.